# Revista da Armada
A Revista da Armada (RA) é uma revista editada mensalmente pela Marinha Portuguesa.

## História
Fundada em julho de 1971, teve como primeiro diretor o Comodoro António Júlio Malheiro do Vale. Atualmente é dirigida pelo contra-almirante João Leonardo Valente dos Santos, tirando cerca de 6.000 exemplares.
Integra um dos vários equipamentos culturais da Comissão Cultural de Marinha.

## Características
Os conteúdos da revista focam-se sobretudo com temas relacionados com a Marinha Portuguesa, sejam eles de caráter militar (estratégia, participação em ações - manutenção de paz, exercícios, SAR), sobre a vida da instituição (promoções, visitas de delegações e/ou navios estrangeiras), história (depoimentos na primeira pessoa, pesquisa histórica e científica, individualidades) e, por fim, uma secção dedicada a passatempos (palavras cruzadas e bridge).
Nas contracapas, a Revista tem por hábito publicar séries temáticas, entre as quais se destacam:
- Navios da República
- Património Cultural da Marina Faróis de Portugal de novembro de 2002 a setembro de 2009
- A Bandeira da República (1986)
- Evolução histórica dos uniformes na Armada (1983)
- Símbolos heráldicos